# Sesleria vaginalis
Sesleria vaginalis är en gräsart som beskrevs av Pierre Edmond Boissier och Theodhoros Georgios Orphanides. Sesleria vaginalis ingår i släktet älväxingar, och familjen gräs. Inga underarter finns listade i Catalogue of Life.